# Китовий жир

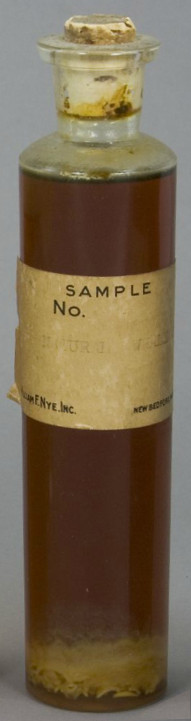
Пляшка китового жиру

Китовий жир — тваринний жир, що одержують витоплюванням сала-сирцю, отриманого із туші китів. Технічний китовий жир одержують також із кісток і внутрішніх органів тварин способом витоплювання в автоклавах. Склад цього жиру залежить від виду кита, частини тіла, статі, району мешкання, віку, ступеня вгодованості, сезону промислу. Китовий жир має специфічний неприємний запах. При тривалому зберіганні китового жиру при температурі 10оС з нього виділяється тверда кристалічна фракція (стеарин), а при температурі мінус 20оС — з жиру випадають майже всі гліцериди твердих жирних кислот.
Китовий жир світло-жовтого чи жовтого кольору, прозорий. Кислотне число свіжоотриманого жиру не перевищує 2,2 мг КОН/г, йодне число 95-145 г J2/100 г.
Жирно-кислотний склад жиру вусатих китів дуже варіює. Жир вусатих китів гідрогенізують добувають з метою виробництва харчових і технічних жирів.
Жир кашалота (як і м'ясо) — неїстівний. Світове виробництво кашалотового жиру становить приблизно 100—120 тис. тонн на рік. Жир використовують для виготовлення поверхнево-активних речовин, косметичних препаратів, одержання жирних спиртів методом відновлення жирних кислот воднем при високому тиску. Виділені жирні кислоти застосовують у виробництві технічної олеїнової кислоти і у миловарінні. З кашалотів отримують також спермацетову олію, яка становить приблизно 20 % від загальної кількості жиру. Із спермацетової олії добувають воскову фракцію — спермацет.
В Антарктиці введено обмеження (видова квота) забою китів з 1972—1973 рр.